# Оселе (коммуна)
О́селе (швед. Åsele kommun) — коммуна на севере Швеции, в лене Вестерботтен. Площадь – 4 574 км², население – 3 085 чел. Плотность населения составляет 0.7 чел/км². Через коммуну протекает река Онгерманэльвен, на которой построено множество электростанций. Административный центр коммуны — город Оселе. Здесь находится церковь и небольшой исторический музей на открытом воздухе.

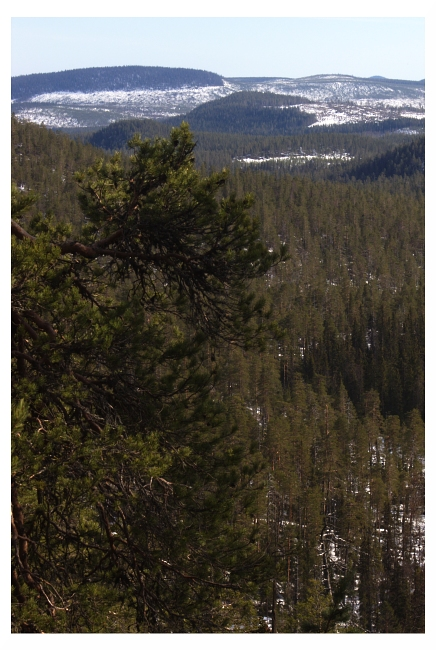
Национальный парк Бьёрнландет

## Изменение численности населения
- 1968г.	  —	5 764 чел.
- 1975г.	  —	4 895 чел.
- 1980г.	  —	4 719 чел.
- 1990г.	  —	4 114 чел.
- 2000г.	  —	3 624 чел.
- 2005г.	  —	3 322 чел.
- 2008г.	  —	3 180 чел.

1. ↑  https://www.folkbladet.nu/2018-11-30/andreas-from-lantbrukaren-som-blev-hogsta-honset-i-asele